# Agatha von Catania

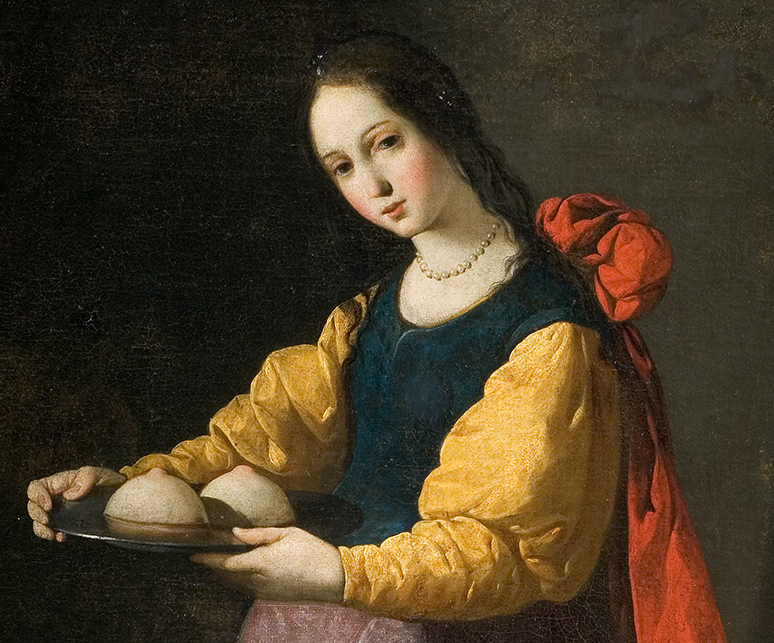
Francisco de Zurbarán: Hl. Agatha (1630–1633, Detail)

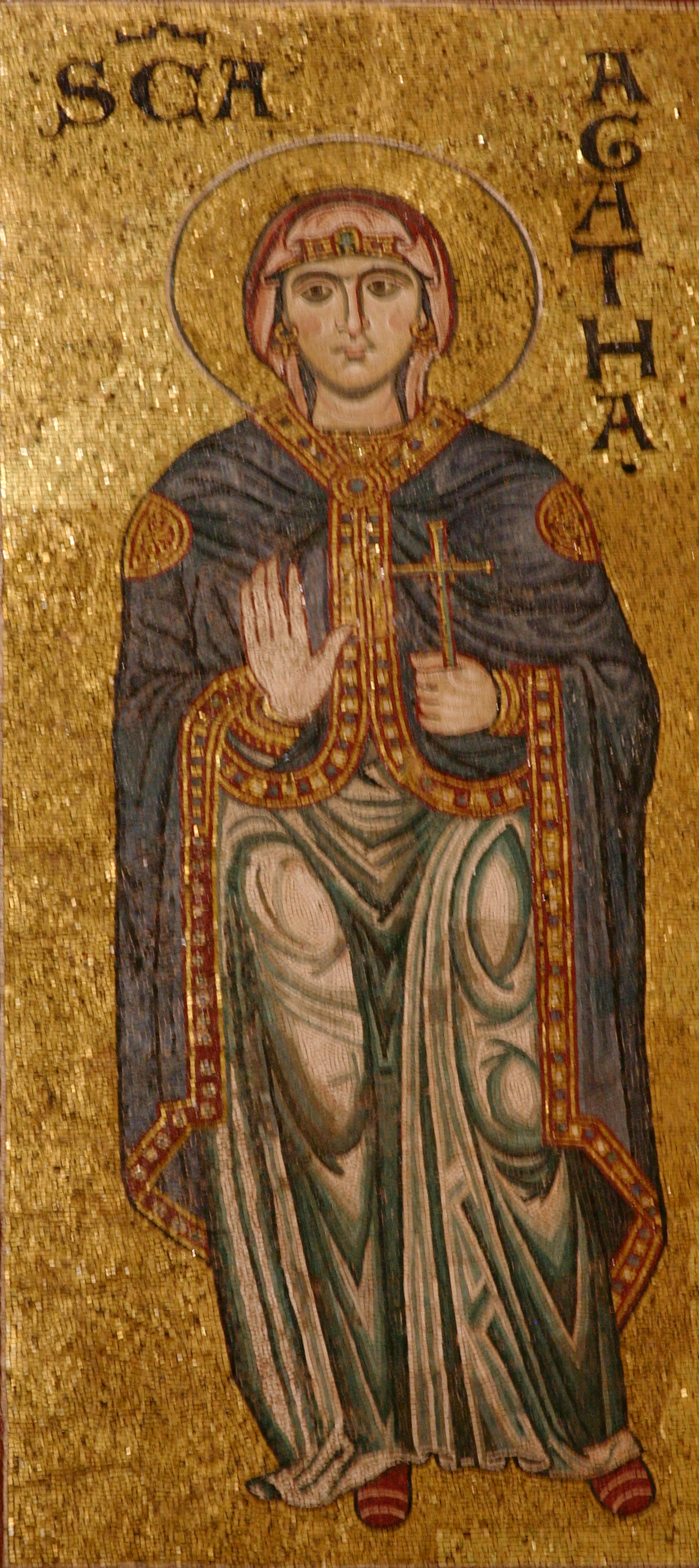
Mosaik in der Kathedrale von Monreale (um 1180)

Agatha von Catania (italienisch Agata, spanisch Águeda, französisch Agathe; * um 225 in Catania auf Sizilien; † um 250 ebenda) starb wahrscheinlich unter Kaiser Decius zwischen 249 und 251 als geweihte Jungfrau und Märtyrin. In den orthodoxen Kirchen und der katholischen Kirche wird sie als Heilige verehrt.

## Legende
Der Überlieferung nach wurde Agatha auf Sizilien als Tochter wohlhabender Eltern geboren. Als gottgeweihte Jungfrau lehnte sie den Heiratsantrag des heidnischen Statthalters der Sicilia, Quintinian, ab, da sie die Jungfräulichkeit um des Himmelreiches willen gelobt hatte. Weil Agatha ihn zurückgewiesen hatte, ließ sie der Statthalter für einen Monat in ein Bordell verschleppen. Da sie ihn nach dieser Zeit immer noch ablehnte, bewirkte Quintinianus ihre Verurteilung und ließ ihr die Brüste abschneiden. Nach dieser Folter erschien ihr der Legende nach nachts der heilige Petrus und pflegte ihre Wunden. Als man dies bemerkte, ließ der Statthalter Agatha auf glühende Kohlen legen, wodurch sie starb.
Etwa ein Jahr nach ihrem Tod brach der Ätna aus, und die Einwohner von Catania zogen mit dem Schleier der Heiligen dem Lavastrom entgegen, der daraufhin zum Stillstand kam.
Der maltesischen Überlieferung zufolge flüchtete sie zunächst nach Malta, wo sie sich für einige Zeit in den Katakomben der heutigen Stadt Rabat verbarg, die heute St.-Agatha-Katakomben heißen.

## Verehrung und Brauchtum

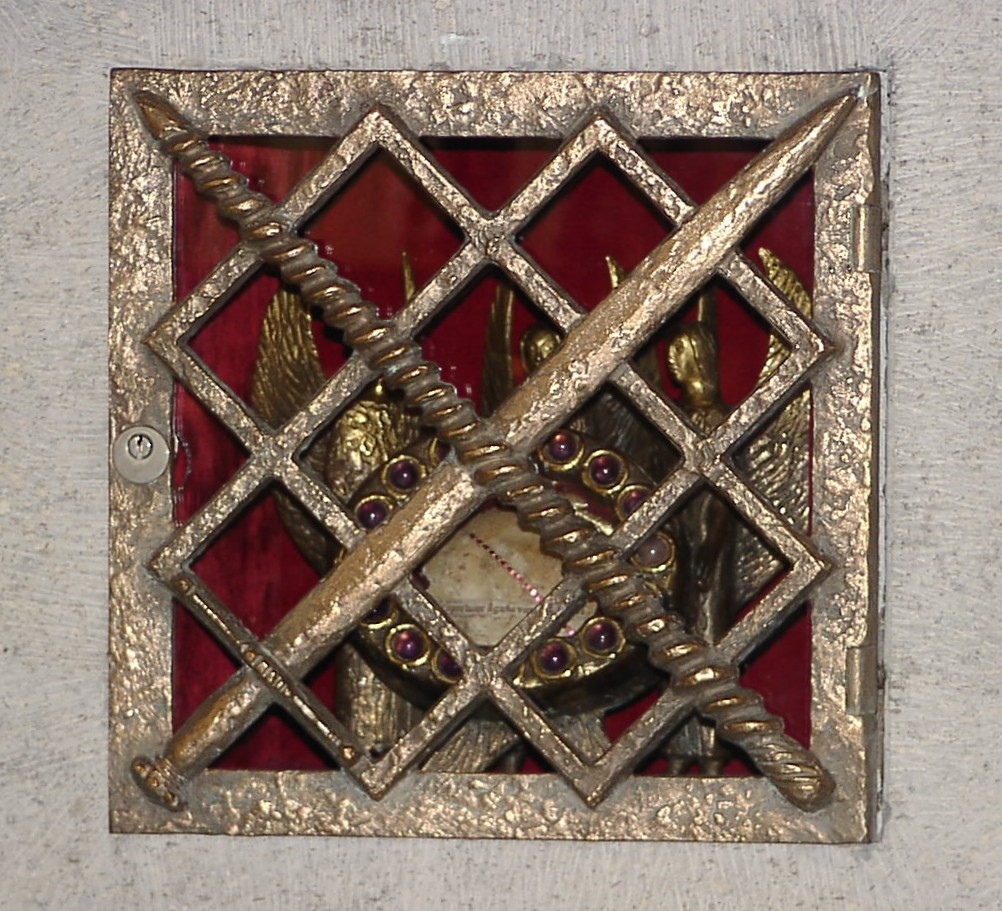
Schädeldecke der hl. Agatha

Der Agathakult breitete sich im 5./6. Jahrhundert von Rom her aus. Sowohl in der katholischen als auch in der orthodoxen Kirche wird der Gedenktag der Heiligen am 5. Februar begangen (gebotener Gedenktag im Allgemeinen Römischen Kalender). Die heilige Agatha gehört zu den Heiligen, die im Messkanon genannt werden.
Agatha liegt in der Kathedrale von Catania begraben, wo sich auch die meisten Reliquien befinden; die größte Knochenreliquie, die Schädeldecke, wird jedoch im Kloster Kamp verehrt. Sie ist die Schutzpatronin der Malteser, der Stadt Catania, der Hungernden, der Ammen und Hebammen, der Hirtinnen, der Glocken- und Erzgießer, der Berg- und Hochofenarbeiter, der Weber und Glaser sowie der Goldschmiede. Sie gilt als Helferin bei Kinderlosigkeit, Brandwunden, Brusterkrankungen, Viehseuchen, Erdbeben und Ausbrüchen des Ätna. In den nördlicheren deutschsprachigen Gebieten sowie der Schweiz ist die heilige Agatha die Schutzpatronin der Feuerwehren.
Der Heiligen sind – vor allem in Süd- und Mitteleuropa – zahlreiche Kirchen und Kapellen geweiht. In vielen Gegenden wird am Gedenktag der hl. Agatha Brot gesegnet („Agathabrot“), das als Symbol für die beim Martyrium der Heiligen abgeschnittenen Brüste steht. Mancherorts verteilte man „Agathazettel“, die ebenfalls gesegnet waren.
Die Stadt Catania feiert ebenso wie Malta jedes Jahr ein großes Fest zu ihren Ehren. Sie wird als Patronin der Handwerker und Hungerleidenden, als Helferin bei Brustkrebs und Entzündungen, gegen Unwetter, Erdbeben und Feuer sowie Klimakatastrophen geehrt.

## Darstellung
Hochmittelalterliche Darstellungen der Heiligen sind äußerst selten. Spätmittelalterliche und neuzeitliche Gemälde und Skulpturen zeigen sie oft mit einem offenen Gefäß, in welchem ihre abgeschnittenen Brüste liegen, oder auch nur mit einem Palmzweig als Attribut des Martyriums.

## Neuzeitliche Rezeption
Die abgeschnittenen Brüste werfen in der neuzeitlichen Rezeption viele Fragen auf. So folgt Kasra (Katayoun) Jalilipour in seiner künstlerischen Arbeit Study of Saint Agatha as a Boy (2023) dem Narrativ, dass das Entfernen der Brüste aus heutiger Sicht für ein Infragestellen der Geschlechtsidentität stehen oder krankheitsbedingt erfolgt sein könnte, etwa als Folge einer Brustkrebserkrankung. Sankt Agatha wird als Patronin von Brustkrebspatientinnen verehrt.

## Trivia
- Wetterregel: „Sankt Agatha, die Gottesbraut, macht, dass Schnee und Eis gern taut.“

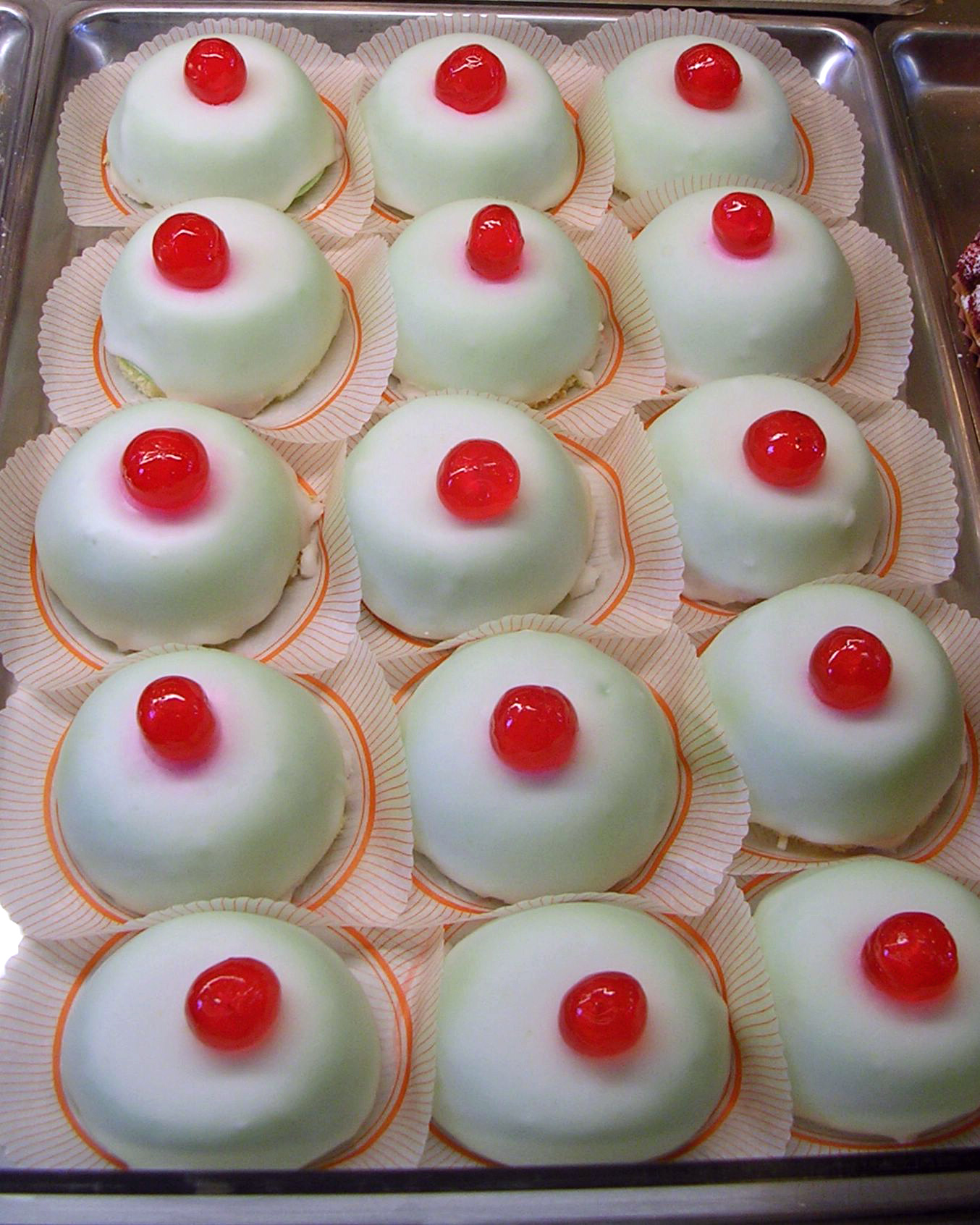
Minne di Sant’Agata

- Eine beliebte Süßspeise sind die sogenannten „Sankt-Agatha-Brüstchen“.[8] Diese „Minne di Sant’Agata“ werden im Volksmund auch „Nonnenbrüstchen“ genannt.[9]